# Pedro García García
Pedro García García (Cofrentes, 1882 - Caracas, Venezuela, 1948) fue un dirigente socialista en Valencia y político socialista.

## Biografía
Trabajó como maestro, fue animador del Centro Obrero de Alcira, miembro destacado del Partido Socialista Obrero Español (PSOE) en la provincia de Valencia, y fundador de la Federación Levantina de Agricultores, adscrita a la Unión General de Trabajadotes (UGT). Tras el Congreso del PSOE de 1921 abandonó el partido con Antonio García Quejido, Facundo Perezagua y Daniel Anguiano Mangado, pero no se unió al nuevo Partido Comunista Obrero Español. Poco después volvió al PSOE y en 1922 fue elegido concejal de Alcira y en 1928 miembro del comité nacional de UGT.
Fue elegido diputado por el PSOE por la provincia de Valencia en las elecciones generales de 1931 y 1936. Durante la guerra civil española siguió la línea de Indalecio Prieto y propugnó las colectivizaciones. Al acabar la guerra, se exilió en México, donde en 1944 fue designado Secretario general de la Comisión Ejecutiva de la UGT del sector prietista, pero abandonó el cargo en 1946 cuando se reconcilió con el grupo de Toulouse, dirigido por Rodolfo Llopis Ferrándiz y Pascual Tomás. Falleció exiliado en Venezuela.